# Gomphrena globosa
Espèce
Synonymes
- Amaranthoides globosa (L.) M.Gómez[1]
- Gomphrena eriopoda Gillies ex Moq.[1]
- Gomphrena globosa var. albiflora Moq.[1]
- Gomphrena rubra Moq.[1]
- Gomphrena tumida Seidl ex Opiz[1]
- Xeraea globosa (L.) Kuntze[1]

Gomphrena globosa est une espèce de plantes ornementales originaire d'Amérique centrale, de la famille des Amaranthacées.

## Description
Plante annuelle qui peut atteindre jusqu'à 90 cm de hauteur.

## Liste des sous-espèces et variétés
Selon Tropicos (16 mars 2021) (liste brute contenant possiblement des synonymes) :
- Gomphrena globosa subsp. africana Stuchlík
- Gomphrena globosa subsp. mexicana Stuchlík
- Gomphrena globosa var. albiflora Moq.
- Gomphrena globosa var. aureiflora Stuchlík
- Gomphrena globosa var. carnea Moq.